# Allgäu Tower

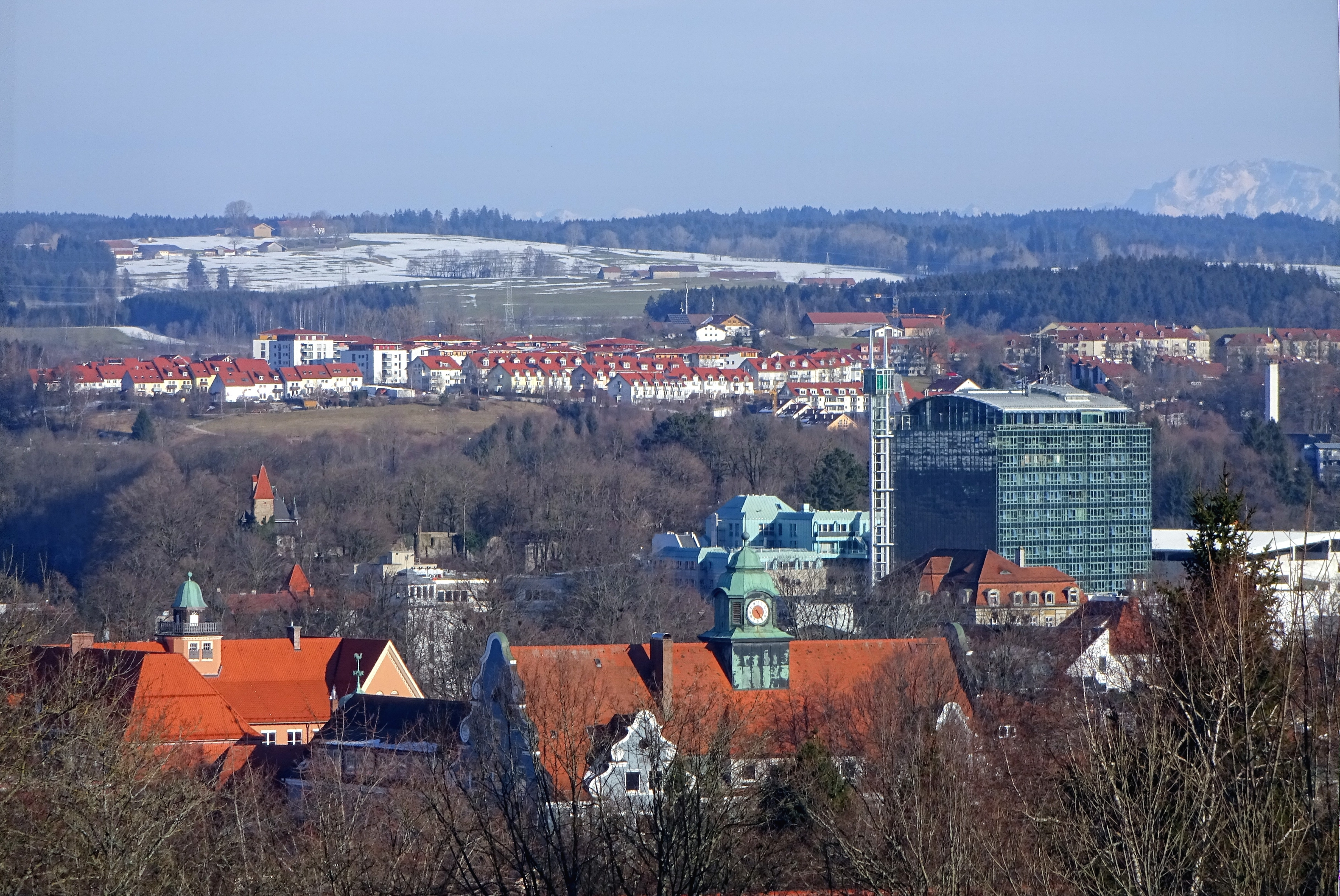
Allgäu Tower vom Reichelsberg aus (2015)

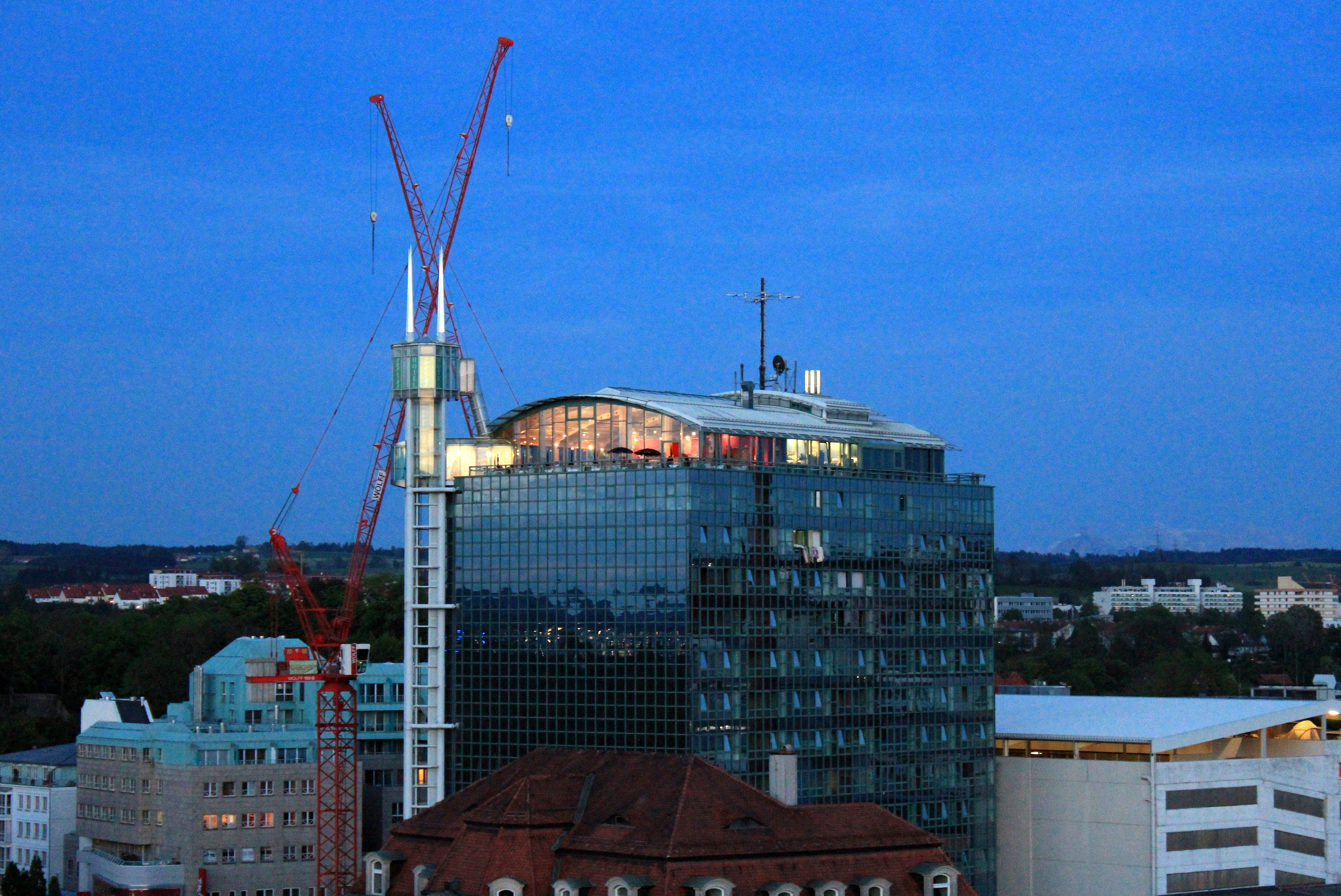
Das Restaurant ist zur blauen Stunde von innen beleuchtet (2012)

Der Allgäu Tower (bis 2012/13: Zentralhaus) ist ein Gebäudekomplex mit Hotel in der Innenstadt von Kempten (Allgäu). Der ursprünglich in den 1970er-Jahren entstandene Komplex wurde abgerissen und in neuer Architektur 2012 wieder aufgebaut.
Das Gebäude gehört der Role GmbH & Co. Objekte Kempten KG mit Sitz München des Immobilienentwicklers Dennis S. Rossing.

## Lage
Das vor der Befestigung der historischen Reichsstadt Kempten gelegene Bauwerk liegt im Innenwinkel der Bahnhof-, Beethoven- und Kellerstraße. Auf der anderen Straßenseite befindet sich in nördlicher Richtung das Künstlerhaus und die Diskothek Parktheater, in östlicher der sogenannte Illerkauf, in nordöstlicher das ehemalige Quelle-Haus (heute Drogerie Müller). Westlich erstreckt sich das stillgelegte Brauereigelände vom Allgäuer Brauhaus mit dem abgebrochenen Sudhaus. Südlich erstreckt sich ein zweiteiliger Hauskomplex von Mode Reischmann mit einem Parkhaus.
Das Zentralhaus war bis zu seinem Umbau in den Jahren 2012/13 durch die Freudenberg-Unterführung aus dem Jahre 1965 auch im Untergrund mit Geschäften ausgestattet. Dort befand sich auch das Lokal „Bauerntanzkeller“.

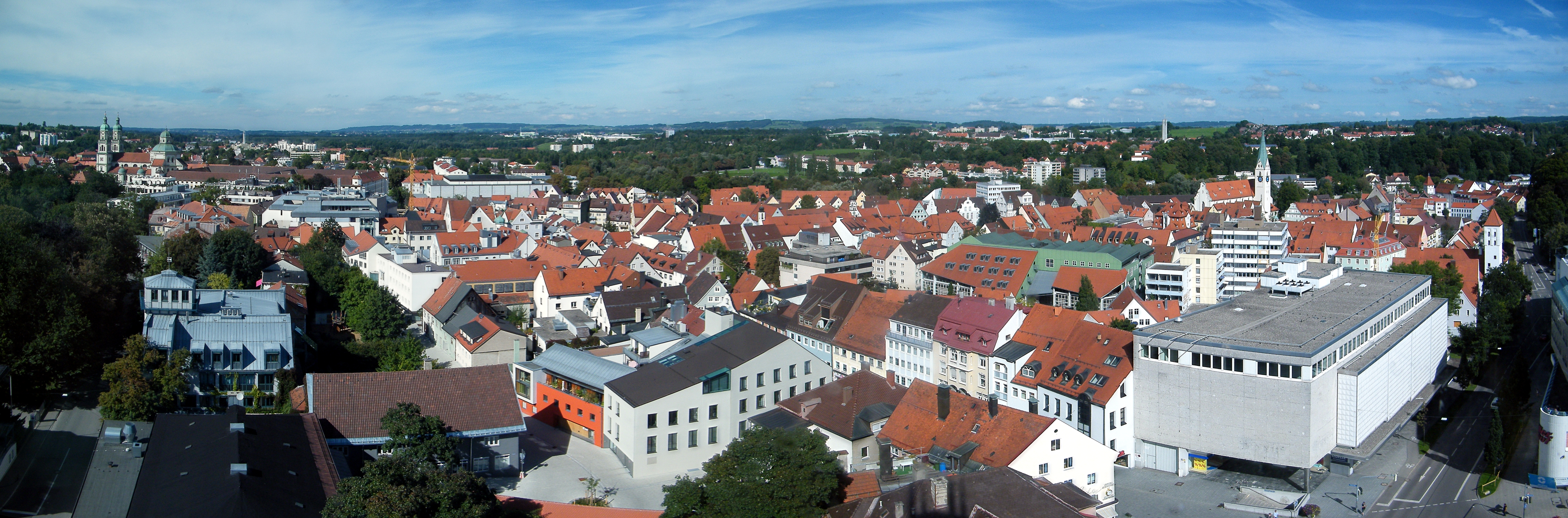
Blick vom Außenaufzug des my Parkhotel auf die Altstadt mit Fußgängerzone (2010)

## Geschichte
Das Zentralhaus der Deutschen Immobilien-Investierungs-Gesellschaft wurde im Jahr 1972 erbaut. Noch im gleichen Jahrzehnt wurde die Architektur des Hochbaus als zu hoch und störend kritisiert. In der Mitte der 1990er-Jahre wurde das Zentralhaus teilweise umgebaut. Das höhere Gebäude wurde zum Parkhotel Kempten umgebaut: die bisherige bunte Fassade mit Balkonen im Stile der 1970er-Jahre wurde durch eine glatte türkis-spiegelnde Glasarchitektur ersetzt. Das Vier-Sterne-Hotel wurde im Jahr 1997 in dem modernisierten Hochhaus eröffnet.
Der vor dem hohen Hauptbau zur Bahnhofstraße stehende, deutlich flachere Bau war als Einkaufszentrum errichtet worden.
Ab 2011 erfolgte der Rückbau und Neuaufbau durch die jetzigen Besitzer Role GmbH & Co. Objekte Kempten KG mit Sitz München des Immobilienentwicklers Dennis S. Rossing. Im Spätsommer 2011 wurde dieser Teil fast vollständig abgetragen und 2012 durch einen Neubau mit gleicher Nutzung ersetzt. Der bestehen gebliebene alte Teil wurde kernsaniert. Das gesamte Vorhaben kostete 22 Millionen Euro. Beim Neubau stießen Bauarbeiter auf Bruchsteinmauerwerk, das die Stadtarchäologie als Stützmauer einer Rampe zum Fischertor zuschrieb.

## Beschreibung
Der auf einem rechteckigen Grundriss stehende Hauptbau namens Parkhotel mit 13 Geschossen und Glasfassade hat in der Nordostecke einen gläsernen Außenaufzug, der lediglich zum Restaurant Skylounge im letzten Geschoss auffährt. Das obere Ende des Außenaufzugs ist durch vier hohe Spitzen gekennzeichnet. Im Gebäudeinneren fahren zwei Innenaufzüge alle Stockwerke an.
Der niedrigere Gebäudeteil ist drei bzw. vier Geschosse hoch, wobei jedes eine andere Höhe aufweist. Die weiße Außenfassade hat großflächige Schaufenster und vorkragende Fassadenteile.

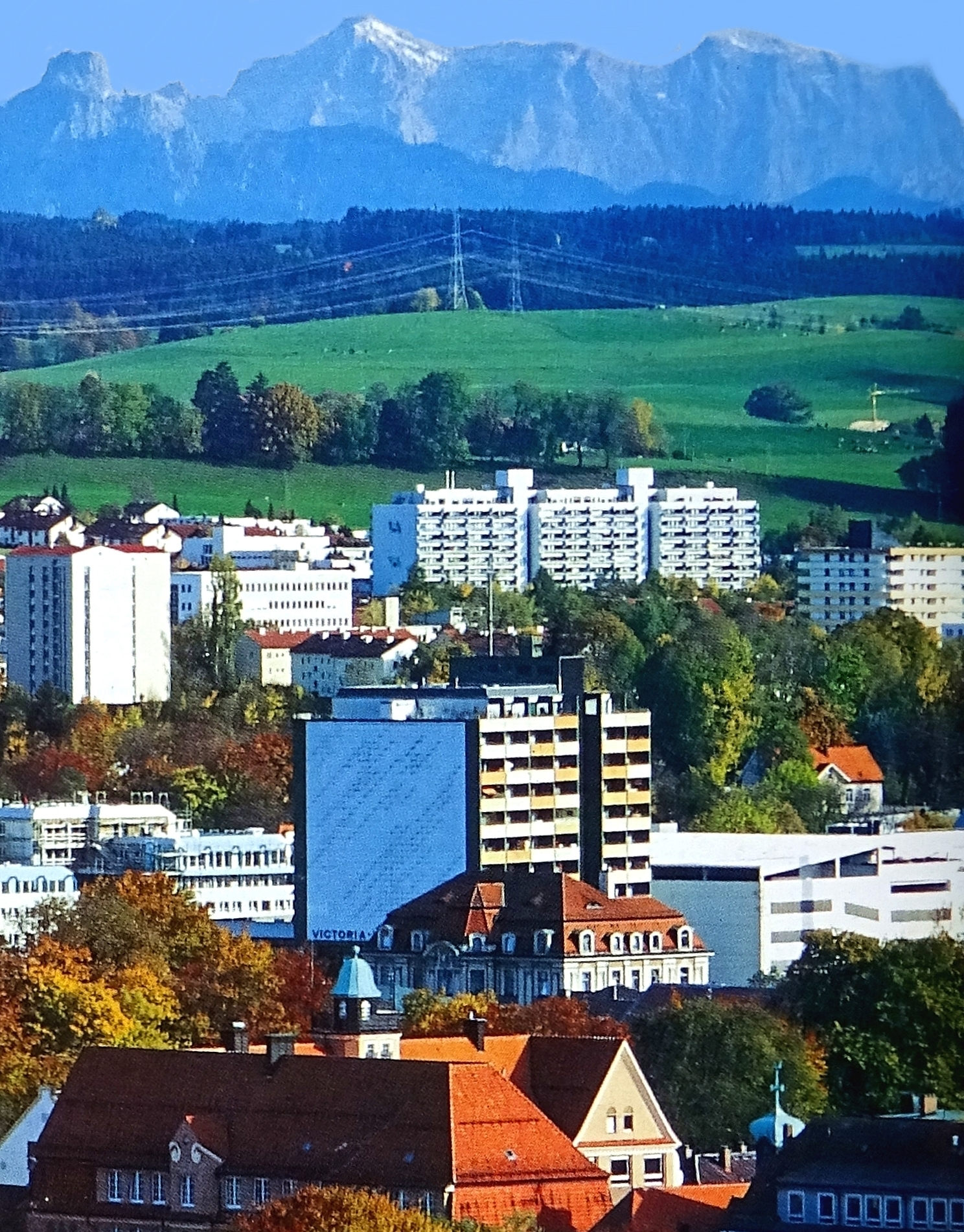
Ursprüngliches Zentralhaus vom Reichelsberg aus (1993)
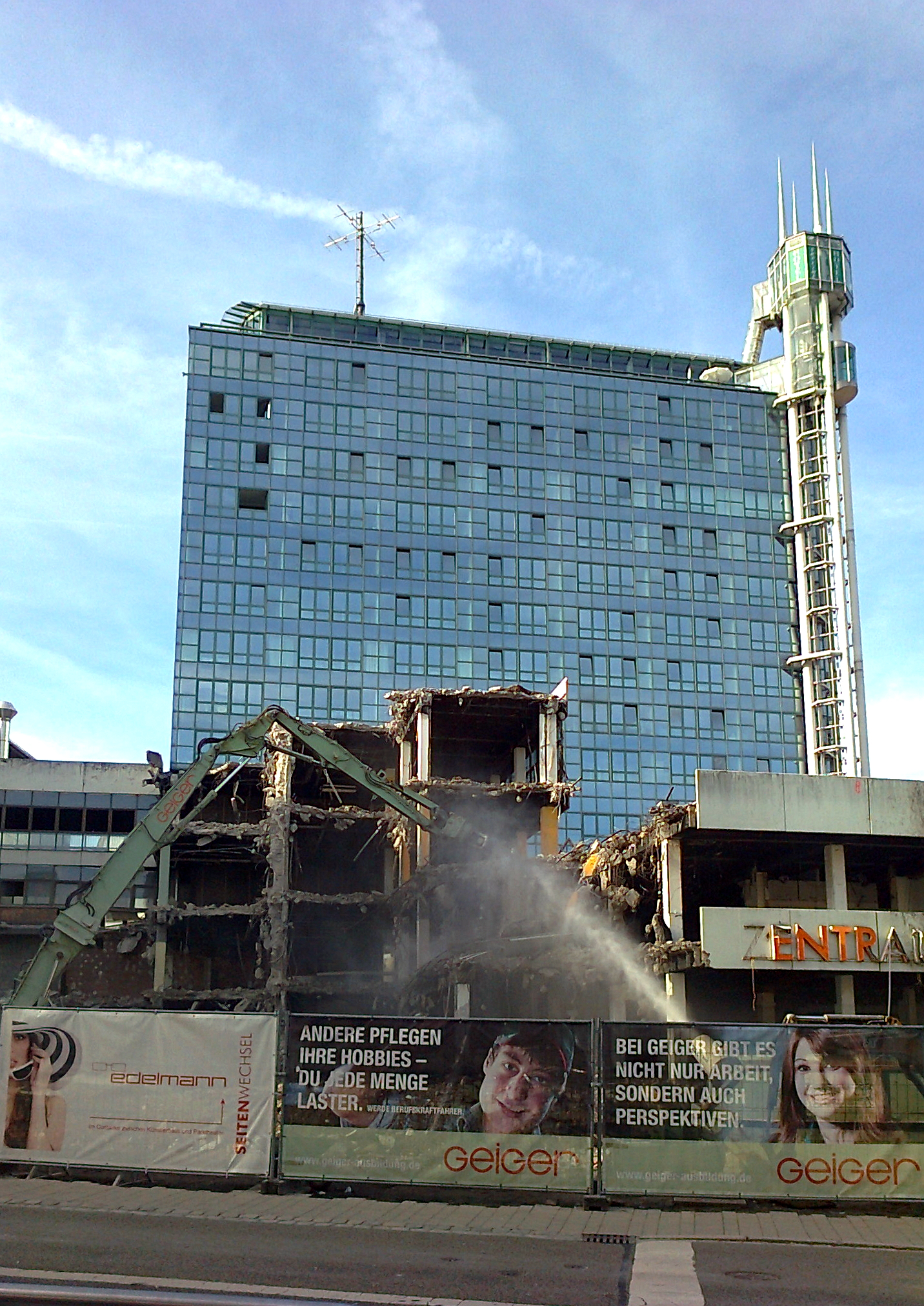
Abrissarbeiten am alten Zentralhaus (2011)
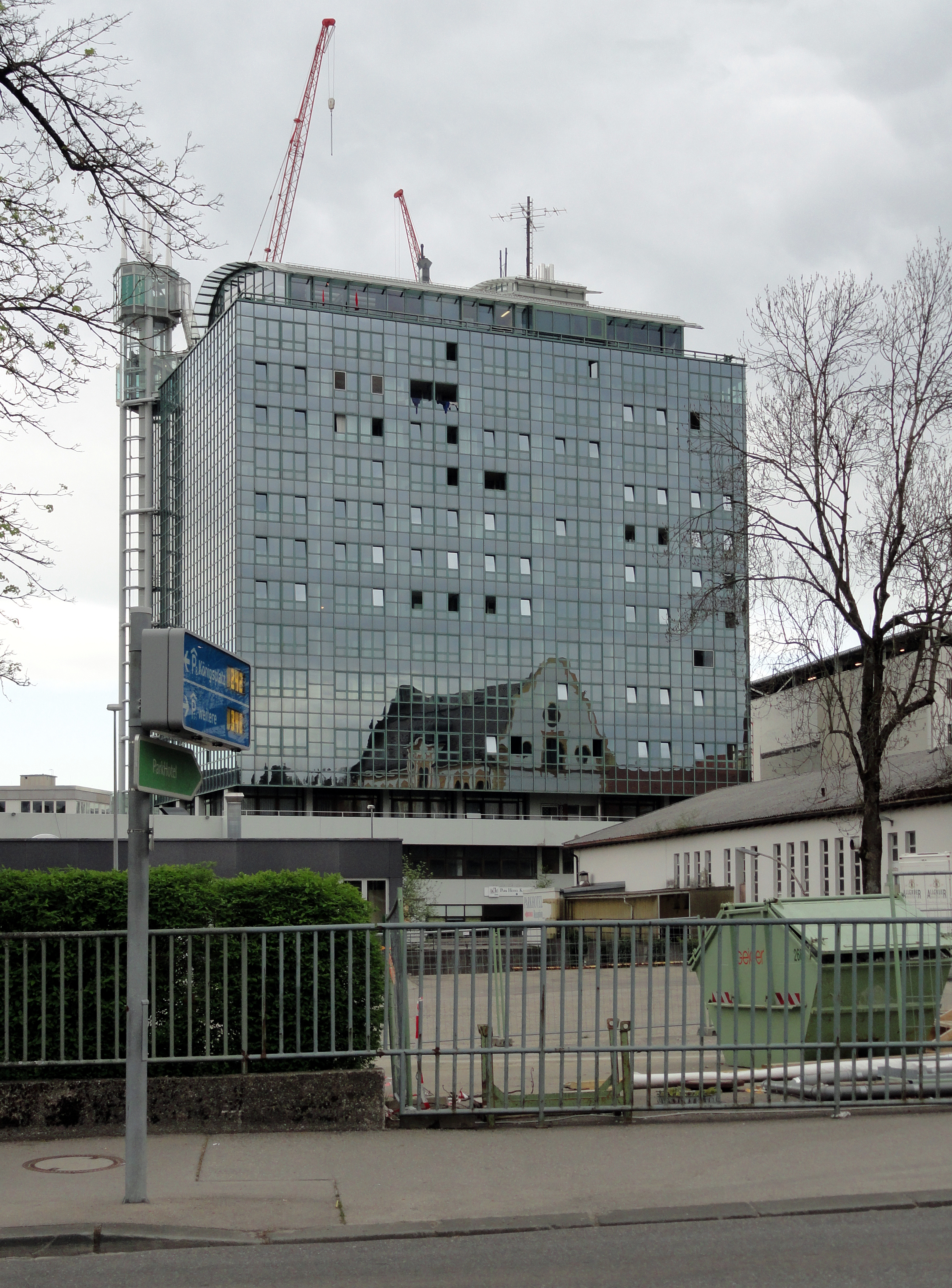
Zentralhaus (2012)
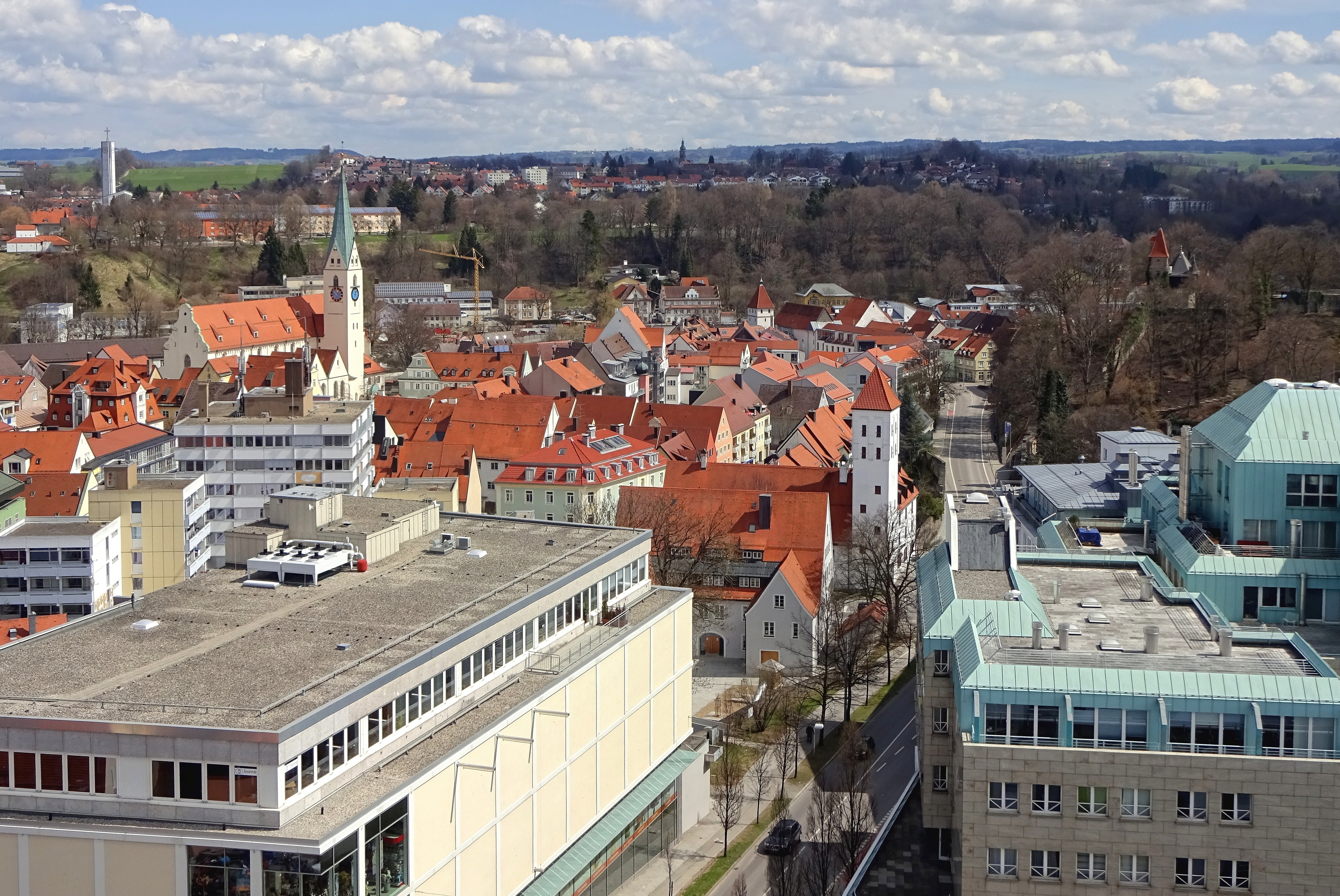
Ausblick vom Allgäu Tower auf Altstadt und Burghalde (2015)
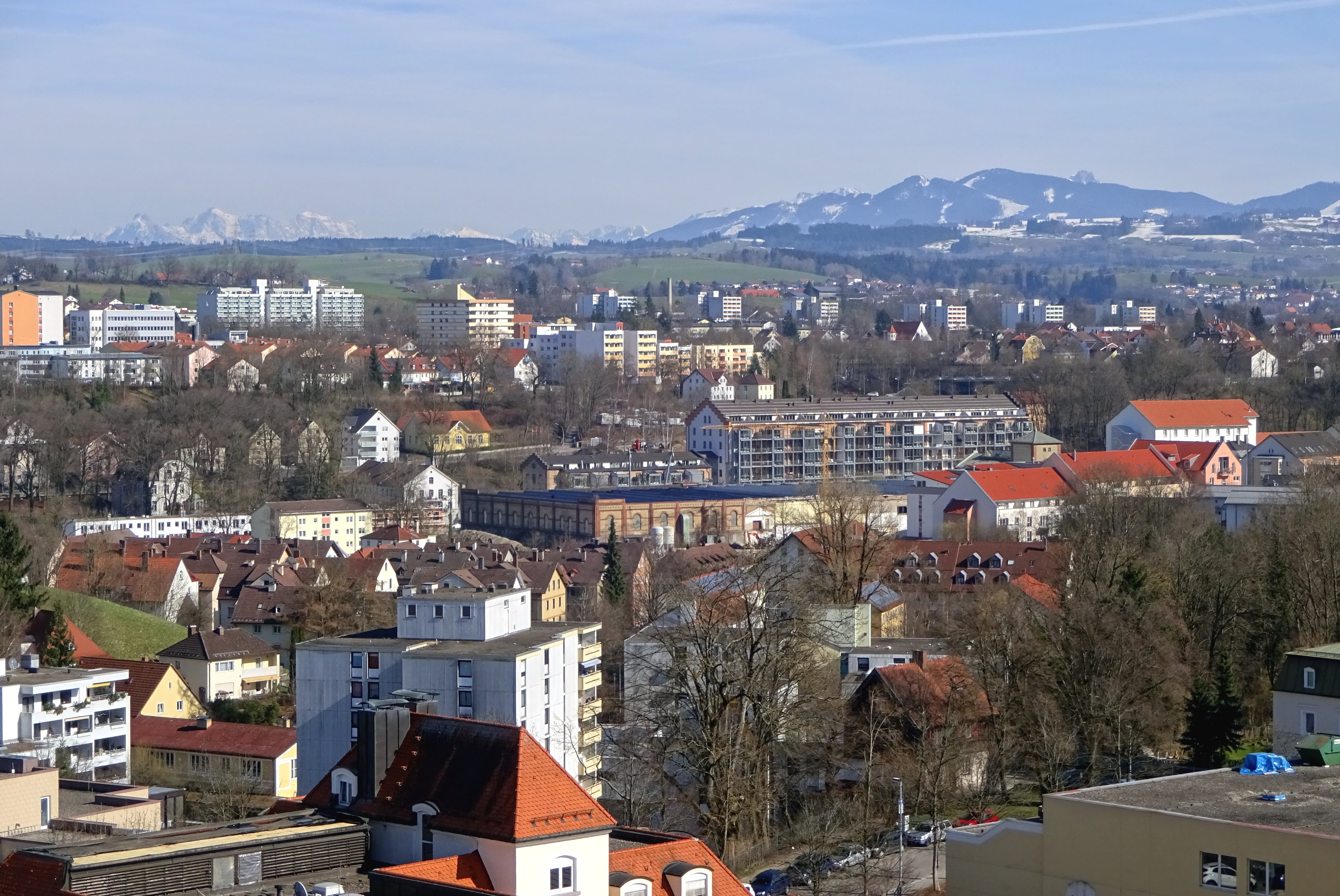
Bergblick vom Allgäu Tower (2015)

## Rundfunksendemast
Der 13-stöckige Hauptbau trägt einen Sendemast für analogen UKW-Rundfunk, ausgestrahlt wird momentan kein Radioprogramm.
Das Programm Radio Galaxy Allgäu wurde am 30. September 2022 auf der Frequenz 88,1 MHz abgeschaltet.